# كلارا فرازير
كلارا فرازير (بالإنجليزية: Clara Fraser)‏ هي نقابية وكاتِبة أمريكية، ولدت في 12 مارس 1923 في لوس أنجلوس في الولايات المتحدة، وتوفيت في 24 فبراير 1998.